# ダニッシュ・バセット
ダニッシュ・バセット（英：Danish Basset）は、デンマーク原産の短足セントハウンド犬種のひとつである。別名はデーニッシュ・バセット、ダニッシュ・ダックスブラッケ（英：Danish dachsbracke）、シュトレルフストーヴァー（英：Strellufstover）など。

## 歴史
20世紀にホルステッドでフラン・クリス・チャン・フランセンというデンマーク人ブリーダーによって作出された。ドイツのウェストファリアン・ダックスブラッケ、スウェーデンのスモーランド・ハウンド、スイスのバーニーズ・バセットを交配させて作られた。
容姿がよく似ており、共通の先祖（ウェストファリアン・ダックスブラッケ）を持つスウェーデンのドレーファーよりも先に生まれ、ドレーファーの作出にもかかわっている。しかし、この2犬種の犬種クラブは対立し、どちらがFCIに公認登録されるかでもめることが度々あった。審査の結果、先にFCIに公認登録されたのはダニッシュのほうで、1937年、作出者の存命中に公認登録が行われた。
本種の公認登録により揉め事に決着がついたと思われたが、その後にドレーファーが公認登録への申請を行った際、再び公認をめぐった揉め事が発生した。FCIにドレーファーはダニッシュとスタンダード（犬種基準）が大差ないものであると見なされ、ダニッシュとドレーファーを統括するよう犬種クラブに命じたためである。しかし、両種の犬種クラブは統括を拒否し、その結果表上だけ、FCIでショードッグとして扱われる時だけ名前を「ダニッシュ・バセット」として統括することになり、異種交配はせずに2犬種は別々の道を歩み続けることが決められた。
これでようやく全てが解決したと思われたが、1960年、3度目の揉め事が発生した。「ダニッシュ・バセット」としてこの2犬種はFCIに登録されていたのたが、時代の変化によりダニッシュよりドレーファーのほうが多く飼育されるようになり、FCI登録名が「ドレーファー」に変られてしまった。このことで再び犬種クラブ同士の中は悪化し、最終的にダニッシュは個別のFCIの公認登録を得るために一旦自らFCIを離れ、再度個別の公認を申請するための活動が行われることになった。
現在もダニッシュは個別の公認を得ていないが、ドッグショーの際には不具合や出場に関する問題が生じないよう、仮の公認籍が置かれている。尚、この仮の公認籍は以前と同じで、「ドレーファー」として扱われる。
ダニッシュはノウサギやシカ、キツネを狩るのに使われる。獲物の臭いを追跡して発見し、激しく吠え立てて主人のもとへ追い立てる。追い立てられた獲物は主人の構えた猟銃で仕留められる。尚、普通の獲物は先のように激しく吠えてて追いたてるが、半矢で流血した獲物は体になるべく血を回らせないようにするために吠え声は控えめにし、なるべく静かに追い立てて誘導する。
このように猟犬として働く他、狩猟方法が牧羊犬に近いことからそれを生かして牧羊犬や牧牛犬として使われることも稀にある。
現在も9割の犬はデンマーク国内で飼育され、実猟犬として飼われている。ペットやショードッグとして飼育されているものは少数である。2011年1月現在、本種はまだFCIに正式公認されていない。

## 特徴
筋肉質の引き締まった体つきをしていて、胴長短足のセントハウンドである。足が短いので早くは走れないが、持久力に優れ、起伏の激しい場所でも走り続けることが出来る。足が短いこと以外は通常のセントハウンドと同じような容姿である。耳は垂れ耳、尾は垂れ尾。コートはスムースコートで、毛色はタン・アンド・ホワイトや白・黒・タンの3色のトライカラーなど。中型犬サイズで、性格は忠実で従順、人懐こく明るい。しつけの飲み込みは普通で、状況判断力は高い。スタミナが多く、運動量は多い。かかりやすい病気は椎間板ヘルニアなどで、これは肥満や瘠せすぎ、抱き方が正しくないことなどが原因で起こりやすい。本種に限らず体重は適正量を守るようにし、抱くときも片手で胸を、もう片手で腰を抱えるようにして正しく抱くことが大切である。